# London, Midland and Scottish Railway
A London, Midland and Scottish Railway (LMS) foi uma companhia ferroviária do Reino Unido. Foi criada em 1 de janeiro de 1923 sob o  Ato Ferroviário de 1921, que exigia o agrupamento das mais de 120 companhias ferroviárias diferentes em apenas quatro.
A empresa resultante da fusão foi uma estrutura de difícil controle, com inúmeros interesses das diferentes operações ferroviárias. Além de ser a maior organização de transportes do mundo, foi também o maior empreendimento comercial do Império Britânico e a segunda maior empregadora do Reino Unido, depois dos Correios. A LMS também era considerada a maior organização de ações conjuntas do mundo.
Em 1938, a LMS operava 11.056 quilômetros (6.870 milhas) de ferrovias (excluindo suas linhas na Irlanda do Norte), mas sua rentabilidade foi geralmente decepcionante, com uma taxa de retorno de apenas 2,7%. Junto com as outras membras do chamado "Big Four", as companhias ferroviárias britânicas (GWR, LNER e SR), a LMS foi nacionalizada em 1 de janeiro de 1948, tornando-se parte da estatal British Railways.
A LMS foi a maior das quatro grandes companhias de transporte ferroviário ("Big Four") e a única a operar em todas as partes do Reino Unido: Inglaterra, Irlanda, Escócia e País de Gales.
Além das operações ferroviárias, a LMS possuía negócios nas áreas de hotelaria, navegação e transporte rodoviário de mercadorias.

## Pessoas notáveis

### Presidentes do Conselho de Administração

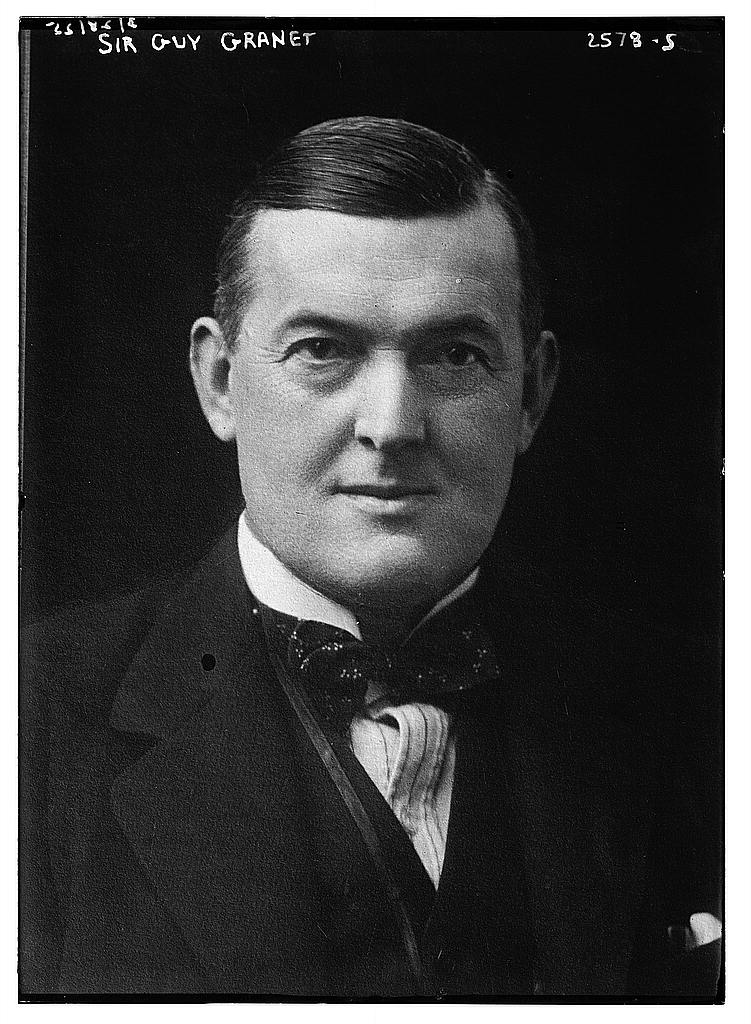
Sir Guy Granet, Presidente da LMS entre 1924 e 1927

- 1923-1924: Charles Lawrence, 1º Barão Lawrence de Kingsgate [7]
- 1924-1927: Sir Guy Granet [6]
- 1927-1941: Josiah Stamp (Barão Stamp a partir de 1938)[8]

### Presidentes
- 1926-1941: Josiah Stamp (Barão Stamp a partir de 1938) [9]
- 1941-1947: Sir William Valentine Wood [6]

### Engenheiros mecânicos chefe
- 1923–1925: George Hughes[1]
- 1925–1931: Henry Fowler[1]
- 1931–1932: Ernest Lemon[10]
- 1932–1944: Sir William Stanier[11]
- 1944–1945: Charles Fairburn[12]
- 1945–1947: Henry George Ivatt[12]

### Outras pessoas notáveis
- William Kelly Wallace